# Ganashatru
Ganashatru (Bengalisch: গণশত্রু, Gaṇaśatru; übersetzt: Ein Volksfeind) ist ein indischer Spielfilm von Satyajit Ray aus dem Jahr 1989. Er entstand nach dem Schauspiel Ein Volksfeind von Henrik Ibsen.

## Handlung
In der bengalischen Kleinstadt Chandipur ist die Hauptattraktion ein Tempel, der mitten im dichtest besiedelten Teil des Ortes steht. Der Chefarzt des städtischen Krankenhauses Dr. Ashoke Gupta, Bruder des Bürgermeisters, hat eine rapide Vermehrung von Hepatitis A-, Typhus- und Gastritis-Fällen in diesem Gebiet festgestellt und deshalb eine Wasserprobe zur Überprüfung nach Kolkata geschickt. Einer lokalen Zeitung hat er bereits seine Beobachtungen mitgeteilt, um die Bevölkerung zu warnen.
Dr. Gupta findet seine Vermutung durch das Ergebnis der Laboruntersuchung bestätigt und geht davon aus, dass sich durch kaputte Wasserleitungen Abwasser und Trinkwasser miteinander vermischen und die Krankheitskeime auch im Tempel selbst die Gläubigen bedrohen. Vom Zeitungsredakteur Haridas bekommt Gupta Unterstützung zugesichert, jedoch weist dieser ihn darauf hin, dass lokale Politiker am Tempeltourismus gut verdienen und deshalb gegen negative Nachrichten einschreiten würden.
Guptas Bruder kommt mit dem Chef des Tempels vorbei und sie beschweren sich, dass das "heilige Wasser" (Charanamrita) des Tempels in ein schlechtes Licht rückt, obwohl es ja mit Tulsi-Blättern gereinigt sei. Bruder Nisith bittet ihn, den Report geheim zu halten, da die Kosten und der Aufwand für die Stadt zu hoch seien und das Ansehen der Stadt Schaden nehme. Als Ashoke ihm die bereits erfolgte Veröffentlichung in der Zeitung zeigt, ist er außer sich und fordert ihn zu einer öffentlichen Gegendarstellung auf, oder er werde Konsequenzen spüren. Ashokes Frau ist beunruhigt über die Entwicklung, da sie die Sturheit ihres Mannes in Prinzipienfragen, wie auch den Charakter ihres Schwagers kennt. Ashoke ist fest entschlossen, die Wahrheit nicht zu verschweigen.
Ashoke hat für die Zeitung ein Essay geschrieben, in dem er die Schließung des Tempels fordert. In der Redaktion gibt es hierzu Pro und Contra. Als Bürgermeister Nisith kommt und einen Widerruf der Stadtverwaltung veröffentlicht haben will, knickt der Redakteur ein. Nisith droht mit schweren Konsequenzen, sollte das Essay seines Bruders veröffentlicht werden. Ashoke und Nisith erklären sich gegenseitig den Kampf. Nisith besteht darauf, dass selbst wenn eine Epidemie ausbräche, es nicht wegen des "heiligen Wassers" des Tempels sein würde. Ashoke lädt per Plakataushang zu einer öffentlichen Versammlung.
Zur Versammlung erscheinen auch der Redakteur, der Zeitungsverleger und der Bürgermeister, die die Aktion schließlich an sich reißen. Sie versuchen Ashoke Gupta zu diskreditieren, in dem sie ihm das Geständnis entlocken, in den letzten zehn Jahren nicht ein einziges Mal den Tempel besucht zu haben und kein überzeugter Hindu zu sein. Dr. Gupta hat keine Chance gegen die rhetorische Überlegenheit seines politisch erfahrenen Bruders und die Massen sind gegen ihn aufgewiegelt. In seiner Wohnung werden die Fensterscheiben eingeschlagen, sein Vermieter bittet ihn, auszuziehen, seine Tochter verliert ihren Job als Lehrerin und schließlich verliert auch Dr. Gupta seine Anstellung am städtischen Krankenhaus. Er wird als „Ganashatru“ (Bengalisch für Volksfeind) bezeichnet.
Als er resignieren will, erscheint Biresh, sein Schwiegersohn in spe, mit einem Redakteur der Zeitung, der aus Überzeugung wegen dieser Angelegenheit seine Job gekündigt hat und jetzt als freischaffender Journalist tätig ist. Er bietet ihm an, ein Interview in einer Zeitung in Kolkata zu veröffentlichen und damit Druck von außen zu machen. Draußen vor dem Haus skandieren junge Leute: Lang lebe Ashoke Gupta!

## Hintergrund
Satyajit Ray hat Henrik Ibsens gleichnamiges Schauspiel auf indische Verhältnisse umgearbeitet und ein typisches Problem des Landes zum Thema gemacht. Nachdem Ray während der Dreharbeiten zu Das Heim und die Welt einen Herzinfarkt erlitten hatte und dann in den 1980er Jahren gesundheitlich angeschlagen war und seine Filmarbeit einschränken musste, wurde dieser Film und die beiden noch folgenden fast ausschließlich im Studio gedreht. Der Film leidet letztlich unter dieser Beschränkung. Trotz guter Darstellerleistungen und dem explosiven Themenkomplex um finanzielle Interessen, religiösen Fanatismus, lasche Einstellung zur Hygieneproblematik und den Kontroversen von Wahrheit-Lüge und Idealismus-Realismus wirkt er etwas steif und theaterhaft.
Ganashatru wurde am 19. Januar 1990 in den indischen Kinos veröffentlicht.
Am selben Ort Chandipur spielte bereits Rays Film Devi.

## Kritiken
„Der Film erzählt in einfachem und klarem Stil von einer Gesellschaft, deren Moral von Einzelinteressen und Aberglauben diktiert wird. Mit einem Minimum an Personal und Schauplätzen konzentriert sich Regisseur Ray auf den zugrundeliegenden Konflikt zwischen Lüge und Wahrheit. Ein überzeugender Film von absoluter Rein- und Klarheit.“

## Auszeichnung
- National Film Awards 1989
  - Bester Film in Bengalisch